# Bulbophyllum decumbens
Bulbophyllum decumbens är en orkidéart som beskrevs av Rudolf Schlechter. Bulbophyllum decumbens ingår i släktet Bulbophyllum och familjen orkidéer. Inga underarter finns listade i Catalogue of Life.